# کنجی اوشیبا
کنجی اوشیبا (انگلیسی: Kenji Oshiba؛ زادهٔ ۱۹ نوامبر ۱۹۷۳) بازیکن فوتبال اهل ژاپن است.
از باشگاه‌هایی که در آن بازی کرده‌است می‌توان به باشگاه فوتبال اوراوا رد دیاموندز، باشگاه فوتبال سرزو اوساکا، و باشگاه فوتبال کاشیوا ریسول اشاره کرد.